# Tricia Dunn-Luoma
Tricia Dunn-Luoma, född den 25 april 1974 i Derry, New Hampshire i USA, är en amerikansk ishockeyspelare.
Hon tog OS-brons i damernas ishockeyturnering i samband med de olympiska ishockeytävlingarna 2006 i Turin.